# ماکرش
ماکرش (به بلغاری: Makresh) یک منطقهٔ مسکونی در بلغارستان است که در استان ویدین واقع شده‌است.
 ماکرش  ۴۷۲ نفر جمعیت دارد و ۱۹۴ متر بالاتر از سطح دریا واقع شده‌است.